# Human Flow
Human Flow este un film documentar german din 2017, coprodus și regizat de Ai Weiwei, despre actuala criză globală a refugiaților. Pe parcursul filmului, spectatorul este purtat în peste 20 de țări pentru a înțelege atât amploarea, cât și impactul personal al acestei migrații umane masive. A fost filmat folosind diverse tehnologii, inclusiv drone, camere și iPhone-uri. Human Flow a fost proiectat în secțiunea principală de competiție în cadrul celei de-a 74-a ediții a Festivalului Internațional de Film de la Veneția.

## Context
Ai povestește cum i-a venit ideea filmului după ce i-a fost înapoiat pașaportul de la autoritățile chineze și a plecat în vacanță în insula greacă Lesbos. Acolo a văzut refugiați care veneau la țărm și a început să filmeze cu iPhone-ul său. Experiența șocantă l-a inspirat să facă un film despre refugiați și călătoriile lor chinuitoare
În cadrul programului de filme proiectate la Bienala Internațională de Artă de la Veneția, Ai a declarat că Human Flow este o călătorie personală, cu scopul de a înțelege condițiile umanității din zilele noastre. Filmul este realizat cu o credință profundă în valoarea drepturilor omului. Ai a subliniat că în această perioadă de incertitudine avem nevoie să fim toleranți, înțelegători unii cu alții, să nu ne pierdem compasiunea, altfel, „omenirea se va confrunta cu o criză și mai mare”.
Ai a menționat și faptul că este un film extrem de personal pentru el, având în vedere propriile experiențe traumatizante când a fost forțat să plece din casa lui din Beijing în timpul Revoluției Culturale din China. Aceste experiențe îl ajută să înțeleagă de ce se identifică cu refugiații din film și cu forțele externe cu care aceștia se confruntă neputincioși. Ai explică, de asemenea, semnificația titlului ales, Fluxul uman, și modul în care acesta are legătură cu inundațiile. Printr-o analogie, el își propune fie să construiască un baraj pentru a opri inundația, care nu ar rezolva în totalitate problema și ar putea agrava rezultatele, fie să găsească o cale pentru a lăsa fluxul să continue. Relaționând barajele cu zidurile și granițele fizice, el încurajează înțelegerea cauzelor din spatele motivului pentru care oamenii devin refugiați și ce ar trebui să facem pentru a rezolva acele cauze, astfel încât să oprim fluxul de la sursă

## Teme
Human Flow subliniază gravitatea evidentă a actualei crize globale a refugiaților și folosește interviuri de la experți și refugiați deopotrivă. Filmul prezintă diverși refugiați în vremuri de criză și modul în care fluxurile de refugiați pot fi clasificate în patru categorii de cauzalitate: războaie între state, conflicte etnice, conflicte non-etnice și fuga de la represiune. Reflectând asupra numărului mare de refugiați care trăiesc în prezent în întreaga lume, filmul ia în considerare atât persoanele care sunt forțate să migreze, cât și persoanele care sunt strămutate în interior, adică forțate să fugă din casele lor, dar rămânând pe teritoriul propriei țări.
Filmul pune sub semnul întrebării răspunsul global actual la criza refugiaților. Aducând în discuție tema „responsabilității partajate”, Human Flow arată cum națiunile din apropierea zonelor cu mulți refugiați au nevoie de ajutor pentru cazare și cum multe națiuni mai bogate ezită să ofere ajutorul necesar. Este analizată problema închiderii frontierelor și efectele acestei măsuri asupra refugiaților, ca în cazul închiderii frontierei Republicii Macedonia în timp ce refugiații rămân astfel blocați în tabăra de la granița Greciei, Idomeni.
Prezentând probleme actuale din taberele de refugiați din întreaga lume, filmul arată numărul mare de persoane care locuiesc în tabere, cum ar fi tabăra numită Jungla Calais, acum desființată, din vecinătatea orașului Calais în Franța sau tabăra Dadaab în nord-estul Keniei. Mulți dintre refugiații de aici supraviețuiesc cu un număr minim de resurse vitale și cu grave încălcări ale drepturilor omului.
Ai pune accentul pe relația dintre refugiați și drepturile individuale ale omului. Filmul cuprinde mai multe scene cu persoane care plâng, împărtășindu-și durerea și experiențele din călătoriile lor periculoase, temerile lor și moartea celor dragi. Totodată, sunt analizate diverse convenții încheiate pentru a proteja refugiații, dar și discrepanța față de realitate, deoarece ajutorul oferit practic, politicile și strategiile nu corespund obligațiilor prevăzute de reglementări precum Convenția din 1951 privind statutul refugiaților.

## Obiective
Filmul este un apel direct la acțiune, prin care regizorul semnalizează gravitatea și amploarea crizei refugiaților. UE are nevoie de răspunsuri pentru a îmbunătăți și a pune în aplicare carta sa privind statutul refugiaților. În Canada, la TIFF (Festivalul Internațional de Film de la Toronto) s-au organizat o proiecție și o discuție cu reprezentanți ai organizației non-guvernamentale Medici fără Frontiere, atrăgând atenția asupra crizei prin prezentarea filmului atât către specialiști în domeniu cât și către publicul larg. Filmul se referă, de asemenea, la atitudinea Națiunilor Unite, care, așa cum este prezentat în film, definesc ca refugiat orice persoană obligață să-și părăsească țara natală, în principal din cauza conflictelor violente și a persecuției. Această definiție este adesea contestată, deoarece atunci când a fost creată în 1951, Convenția de la Geneva nu a fost special concepută pentru migrația globală în masă. Filmul atenționează asupra faptului că numărul de refugiați crește în prezent mai mult decât oricând după cel de-al doilea război mondial. Activismul clar afirmat și scopul artistic al lui Ai ridică în permanență probleme legate de libertate și drepturile omului. Comentariile sale sociale privind criza refugiaților sunt corelate cu viața lui personală și, în mod deosebit, cu modul în care a fost forțat să plece din Beijing împreună cu familia sa în timpul Revoluției Culturale din China. El mărturisește experiența dezumanizantă de a trăi într-o tabără chinezească în condiții precare. Arta sa a fost de multe ori dedicată conștientizării crizei refugiaților; a fost citat explicând că Human Flow încearcă să arate spectatorului asemănările dintre indivizi: „Înțelegerea umanității este mai presus de orice. Este vorba despre faptul că toți suntem la fel. Dacă cineva este rănit, noi suntem răniți.” El continuă să explice că această criză ar fi rezolvată mai devreme dacă am conștientiza cu toții că este „despre noi toți”.

## Distribuție
Pe parcursul filmului, spectatorul intră în contact cu o multitudine de refugiați și cu experiențele lor individuale. Sunt prezentați și diverși demnitari, precum Prințesa Dana Firas a Iordaniei, care vorbește empatic despre actuala criză a refugiaților și concluzionează că trebuie să ne păstrăm umanitatea și cu cât devenim imuni la suferința oamenilor cu atât e mai periculos. Ai o intervievează, de asemenea, pe Maha Yahya, de la Carnegie Middle East Center, care vorbește despre efectele radicalizării asupra tinerilor vulnerabili. În film apar și alți experți, printre care și membri ai Națiunilor Unite, cum ar fi ofițerul de comunicare al UNHCR Boris Cheshirkov, diplomatul italian UNHCR Filippo Grandi și reprezentantul adjunct al UNHCR Kenya Wella Koyou, precum și coordonatorul superior al operațiunilor pentru UNHCR Pakistan Martin Din Kajdomcajc și Maya Ameratunga de la UNHCR Afganistan. Regizorul inserează știri și fotografii autentice ale crizei actuale, care se împletesc cu partea artistică, în care citează poeți din întreaga lume pentru a ilustra adecvat diferite situații.

## Receptare critică
Human Flow a primit recenzii favorabile din partea criticilor. Pe Rotten Tomatoes, filmul a primit un rating de 91%, bazat pe 104 recenzii, cu un scor mediu de 7,7/10. Potrivit acestui site, Human Flow oferă o perspectivă deosebit de expansivă și înduioșătoare asupra crizei globale a refugiaților. Pe un alt site de recenzii, Metacritic, filmul a primit un scor de 77 din 100, bazat pe opiniile a 22 de critici, indicând „recenzii în general favorabile”.
În revista Sight & Sound, Ben Nicholson a scris o recenzie a filmului, în care apreciază structura liberă a filmului lui Ai, care permite spectatorului să călătorească vizual în peste 20 de țări pentru a fi martor la criza globală actuală a refugiaților. Utilizarea fotografiilor aeriene a fost un element comun în film, prin care dronele au fost folosite pentru a afișa orașe întregi devastate și oceane imense de traversat.
The New York Times îl numește un „film ciudat de frumos” și îl laudă pentru concentrarea asupra individualității în mijlocul maselor mari de oameni, împreună cu utilizarea dronelor pentru a arăta vastitatea și amploarea actualei crize globale a refugiaților.
The Washington Post consideră filmul „înțepător din punct de vedere conceptual și estetic” și observă că poate a fost chiar intenția lui Ai să inducă publicul în eroare în privința diverselor tabere în care s-a filmat, pentru a sublinia faptul că nu contează locul, ideea e una și aceeași peste tot: oamenii suferă. I-a acordat filmului un rating de 3/4 stele.
Filmul a fost selectat pentru un grup de 170 de documentare nominalizate la premiile Oscar și s-a clasat printre primele 15.